# Naomie Feller
Pour les articles homonymes, voir Feller.
Naomie Feller, née le 6 novembre 2001 à Paris, est une footballeuse française jouant au poste d'attaquante au Real Madrid.

## Biographie
Naomie Feller, née le 6 novembre 2001 à Paris d’une mère ivoirienne et d’un père guadeloupéen, a grandi en région parisienne. Elle a débuté le football à l’âge de 6 ans, jouant avec des garçons dans des clubs tels que le Saint-Brice FC, l’AFC Creil et l’US Chantilly. 

### Parcours en club
Arrivée à Creil avec sa famille en 2011, Naomie Feller fréquente d'abord le club local, l'AFC Creil, avant d'effectuer trois saisons à l'US Chantilly. Elle évolue jusqu'alors uniquement dans des équipes masculines. Ce n'est qu'en 2017-2018 qu'elle découvre le football féminin en rejoignant la VGA Saint-Maur, elle est alors directement lancée en Division 2.
À l'été 2018, elle rejoint le Stade de Reims évoluant alors en D2, elle participe à la montée du club en Division 1. Elle découvre ainsi la D1 pour la saison 2019-2020 et dévoile son potentiel en signant notamment des performances remarquables contre l'OL et le PSG. Le 31 janvier 2020, elle signe en prêt à l'Olympique lyonnais jusqu'à la fin de saison.

### Real Madrid
Le 10 juillet 2022, en fin de contrat avec le Stade de Reims, Feller signe libre au Real Madrid, évoluant en Primera División.Réalisant un rêve d’enfance. Malgré des blessures musculaires, elle participe à 24 matchs de championnat lors de sa première saison.

### Parcours en sélection
Sélectionnée dans toutes les catégories de jeunes avec la France, Naomie Feller participe grandement au titre de champion d'Europe remporté par l'équipe de France U19 en juillet 2019, avec notamment deux buts dans la compétition.
Elle connaît sa première sélection en équipe de France le 22 octobre 2021 contre l'Estonie à Créteil pour le compte des éliminatoires de la Coupe du monde 2023, en remplaçant Marie-Antoinette Katoto à la 77e minute.

## Statistiques
| Saison                | Club                      | Championnat           | Championnat | Championnat | Coupe(s) nationale(s) | Coupe(s) nationale(s) | Compétition(s) continentale(s) | Compétition(s) continentale(s) | Compétition(s) continentale(s) | Total | Total |
| Saison                | Club                      | Division              | M.          | B.          | M.                    | B.                    | Comp.                          | M.                             | B.                             | M.    | B.    |
| 2017-2018             | VGA Saint-Maur            | Division 2            | 14          | 3           | 0                     | 0                     | -                              | -                              | -                              | 14    | 3     |
| 2018-2019             | Stade de Reims            | Division 2            | 12          | 4           | 0                     | 0                     | -                              | -                              | -                              | 12    | 4     |
| 2019-2020             | Stade de Reims            | Division 1            | 11          | 3           | 1                     | 1                     | -                              | -                              | -                              | 12    | 4     |
| Sous-total            | Sous-total                | Sous-total            | 23          | 7           | 1                     | 1                     | -                              | -                              | -                              | 24    | 8     |
| 2019-2020             | Olympique lyonnais (prêt) | Division 1            | 2           | 1           | 1                     | 0                     | C1                             | 0                              | 0                              | 3     | 1     |
| Total sur la carrière | Total sur la carrière     | Total sur la carrière | 49          | 11          | 2                     | 1                     | -                              | 0                              | 0                              | 51    | 12    |

## Palmarès

### En club
Stade de Reims
- Championnat de France D2 (1)
  - Vainqueur : 2019

### En sélection
France -19 ans
- Euro -19 ans (1)
  - Vainqueur : 2019